# Włodzimierz Maxymowicz-Raczyński
Włodzimierz Marian Raczyński-Maxymowicz vel Włodzimierz Raczyński, ps. „Raczyński”, „Rokita” (ur. 9 maja 1891 w Przemyślu, zm. 24 lutego 1938 w Berlinie) – generał brygady Wojska Polskiego, kawaler Orderu Virtuti Militari.

## Życiorys
Urodził się w rodzinie Jakuba i Ludwiki z Raczyńskich, wnuk powstańca styczniowego. Po ukończeniu gimnazjum w Krakowie studiował do 1914 prawo na UJ. Od 1910 należał do tajnej organizacji niepodległościowej „Armia Polska”, a od 1912 do Polskich Drużyn Strzeleckich w Krakowie. Pełnił funkcję oficera instruktora, adiutanta komendanta okręgu i komendanta kompanii. Otrzymał tam znak oficerski „Parasol”. W latach 1912–1913 odbył służbę w armii cesarskiej i królewskiej armii jako jednoroczny ochotnik.
Po wybuchu I wojny światowej, 1 sierpnia 1914 został zmobilizowany do armii austro-węgierskiej. Ponieważ nie został przydzielony do Legionów Polskich, będąc ranny pod Bełżcem, uciekł ze szpitala wojennego, po czym pod pseudonimem „Raczyński” (panieńskie nazwisko matki) wstąpił na ochotnika do I Brygady Legionów. Od 16 września 1914 służył w IV batalionie, a następnie w 5 pułku piechoty. W 1914 uzyskał stopień porucznika, a w 1916 kapitana. Po kryzysie przysięgowym w Legionach, od lipca 1917 do maja 1918 został internowany w Beniaminowie. 1 maja 1918 wstąpił do Polskiej Siły Zbrojnej dowodząc III batalionem piechoty, w stopniu majora. W listopadzie 1918 współdziałał w akcji rozbrajania wojsk niemieckich z Polską Organizacją Wojskową.
Po odzyskaniu niepodległości, wstąpił do nowo formującego się Wojska Polskiego. 6 grudnia 1918 został szefem sztabu grupy operacyjnej gen. Berbeckiego, walcząc z nią na froncie wschodnim do lutego 1919.
2 stycznia 1919 szef Sztabu Generalnego WP, gen. dyw. Stanisław Szeptycki, zezwolił mu na używanie własnego nazwiska „Maxymowicz Włodzimierz” z prawem zachowania przed nazwiskiem pseudonimu „Raczyński”. Nazwisko wymienionego oficera winno brzmieć zatem: „mjr Włodzimierz Raczyński-Maxymowicz”.

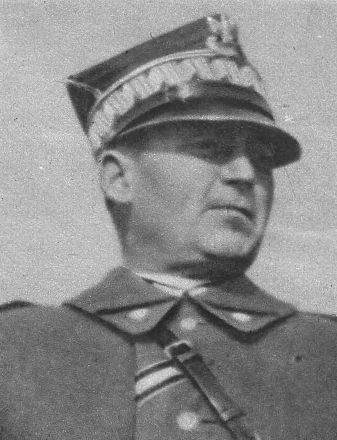
Gen. Włodzimierz Maxymowicz-Raczyński

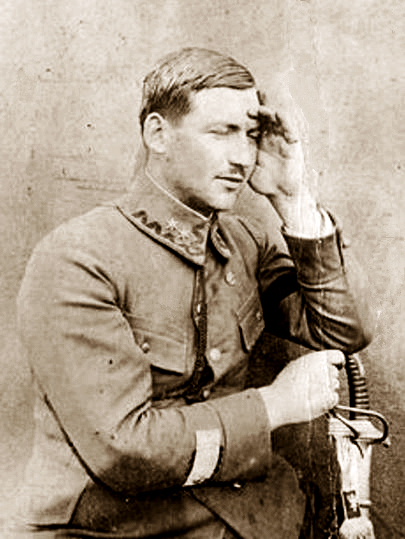
Włodzimierz Maxymowicz-Raczyński jako oficer Legionów

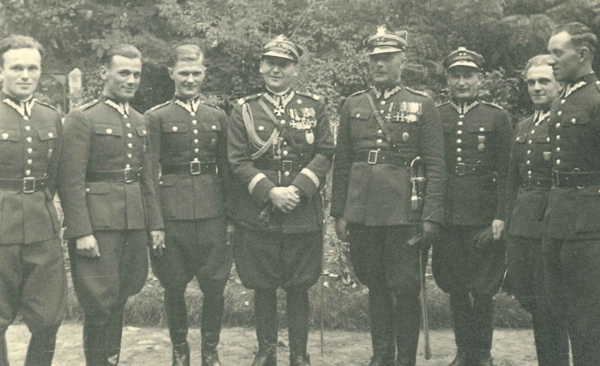
Promocja Szkoły Podchorążych Piechoty w 1935 roku - nowo mianowani oficerowie przydzieleni do 14 pułku piechoty. Czwarty od lewej stoi gen. bryg. Włodzimierz Maxymowicz-Raczyński, obok niego ppłk Franciszek Sudoł (dowódca 14 pp).

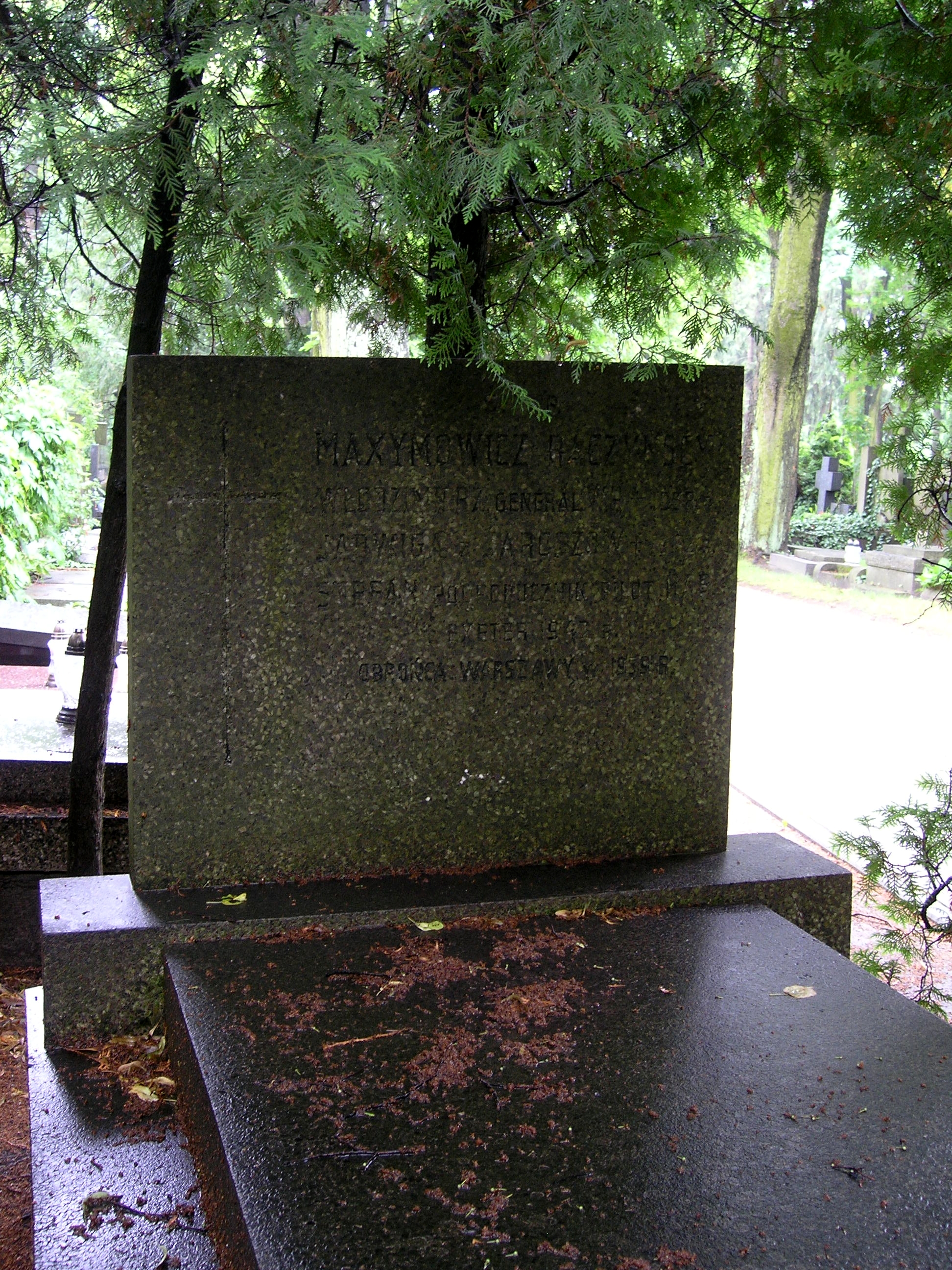
Grób gen. Włodzimierza Maxymowicz-Raczyńskiego na Cmentarzu Wojskowym na Powązkach w Warszawie

Następnie został przeniesiony do szkolnictwa wojskowego – organizował i dowodził obozami szkół podoficerskich w Dęblinie, a następnie w Ostrowi-Komorowie. Podczas ofensywy radzieckiej, od 3 czerwca do 25 sierpnia 1920 był dowódcą 105 Rezerwowego pułku piechoty, po czym powrócił do szkolnictwa, organizując od 30 sierpnia 1920 Centralną Szkołę Podoficerów Piechoty nr l w Biedrusku, a następnie w Chełmnie. 10 czerwca 1921 objął dowództwo Wileńskiego Pułku Strzelców, a już 27 tego miesiąca dowództwo Kowieńskiego Pułku Strzelców. Oba pułki wchodziły wówczas w skład Wojska Litwy Środkowej. 3 maja 1922 został zweryfikowany w stopniu podpułkownika ze starszeństwem z 1 czerwca 1919 i 38. lokatą w korpusie oficerów piechoty.
Od 1 sierpnia 1922 do 1 marca 1925 był dowódcą 18 pułku piechoty w Skierniewicach. 31 marca 1924 został mianowany na stopień pułkownika ze starszeństwem z 1 lipca 1923 i 6. lokatą w korpusie oficerów piechoty. Od 1 marca 1925 dowodził 4 Brygadą Korpusu Ochrony Pogranicza w Czortkowie. Od 28 lipca 1927 do 1937 był dowódcą 4 Dywizją Piechoty w Toruniu. 24 grudnia 1929 Prezydent RP mianował go generałem brygady ze starszeństwem z dniem 1 stycznia 1930 i 1 lokatą w korpusie generałów. Jednocześnie, w latach 1931–1935, na czas urlopów etatowego dowódcy, czasowo pełnił obowiązki dowódcy Okręgu Korpusu Nr VIII w Toruniu. 29 kwietnia 1937 został dowódcą Broni Pancernych MSWojsk.
Został osadnikiem wojskowym w osadzie Antonowo, gmina Postawy.

## Śmierć
Zmarł na zawał serca 24 lutego 1938 w hotelu „Eden” w Berlinie podczas pobytu wycieczkowego z okazji wystawy samochodowej. Pochowany w Warszawie na Cmentarzu Wojskowym na Powązkach w Alei Zasłużonych (kwatera A19-lewe półkole-12)

## Życie prywatne
Jego żoną była Jadwiga (wg. niektórych źródeł Paulina) z domu Jarosz, primo voto Berezowa (1899-1982). Syn generała, ppor. pil. Stefan Maksymowicz-Raczyński (ur. 27 czerwca 1918), uczestnik kampanii wrześniowej 1939, zginął 14 lutego w 1942 w Exeter w czasie lotu treningowego jako pilot 307 dywizjonu myśliwskiego nocnego „Lwowskich Puchaczy”. W mieszkaniu wdowy po generale (ul. Sandomierska 18/6 na Mokotowie w Warszawie) ukrywał się i zmarł 2 grudnia 1941 marszałek Edward Śmigły-Rydz.

## Ordery i odznaczenia
- Krzyż Srebrny Orderu Wojskowego Virtuti Militari nr 4782
- Krzyż Komandorski Orderu Odrodzenia Polski (11 listopada 1934)[9][10]
- Krzyż Niepodległości (20 stycznia 1931)[11]
- Krzyż Oficerski Orderu Odrodzenia Polski (27 listopada 1929)[12]
- Krzyż Walecznych (czterokrotnie)
- Złoty Krzyż Zasługi (19 października 1926)[13]
- Odznaka Oficerska Związków Strzeleckich tzw. „Parasol”